# Péter Magyar
Péter Magyar (n. 16 martie 1981, Budapesta, Republica Populară Ungară) este un om politic și avocat maghiar. Fost membru al partidului FIDESZ, a părăsit acest partid în urma scandalului grațierilor acordate de președinta Katalin Novák. El a condus la începutul lui 2024 proteste împotriva corupției administrației Viktor Orban în contextul scandalului, și a aderat la micul partid Partidul Tisza, care a participat la alegerile europarlamentare⁠(d) din iunie în același an, obținând 7 in cele 21 de locuri de europarlamentar pentru Ungaria, Magyar fiind ales ca primul pe listă.